# Aliaksandr Kulchy
Aliaksandr Mikalaïevitch Kulchy (en biélorusse : Аляксандр Мікалаевіч Кульчы) ou Aleksandr Nikolaïevitch Kulchi (en russe : Александр Николаевич Кульчий) est un footballeur biélorusse né le 1er novembre 1973 à Minsk (Biélorussie). Il évolue comme milieu défensif avant de devenir entraîneur à l'issue de sa carrière.

## Biographie

### Carrière internationale
Aliaksandr Kulchy fait ses débuts internationaux avec la sélection biélorusse sous les ordres de Sergueï Borovski le 14 février 1996 à l'occasion d'un match amical contre la Turquie. Il inscrit son premier but international trois et demi plus tard pour sa quatrième sélection face à l'Azerbaïdjan le 27 mai 1996 pour un match nul 2-2. Quelques jours après, il joue son premier match de compétition face à la Suède le 1er juin dans le cadre des éliminatoires de la Coupe du monde 1998 et participe ensuite à la majorité des rencontres des qualifications qui s'achèvent sur une dernière place pour les Biélorusses.
S'imposant par la suite comme une figure très récurrente de la sélection, notamment durant les années 2000, Kulchy cumule en tout 102 sélections pour cinq buts en équipe nationale entre 1996 et 2012, détenant ainsi le record de sélections,. Il connaît sa dernière sélection le 11 septembre 2012 contre la France lors d'un match de qualification pour la Coupe du monde 2014.

### Carrière d'entraîneur
Peu après la fin de sa carrière, Kulchy devient entraîneur et intègre l'encadrement technique de la sélection biélorusse au mois de septembre 2014, occupant un poste d'adjoint jusqu'à la mi-juin 2016. Il devient ensuite assistant pour les équipes de jeunes du Dynamo Moscou durant la saison 2016-2017.
En juin 2018, il rejoint le FK Homiel en tant qu'adjoint d'Alekseï Merkoulov avant de prendre le poste d'entraîneur par intérim après le départ de ce dernier au mois de septembre 2019, ne pouvant empêcher la relégation du club à l'issue de la saison.
Il retourne par la suite au Dynamo Moscou où il devient entraîneur de l'équipe de jeunes en début d'année 2020 avant de prendre les rênes du Dynamo-2 en troisième division lors de la saison 2020-2021. Après le départ de Kirill Novikov (en) à la fin du mois de septembre 2020, Kulchy est appelé à diriger l'équipe première en tant qu'entraîneur par intérim. Il dirige ainsi une victoire contre le FK Krasnodar le 4 octobre avant de laisser sa place à Sandro Schwarz une dizaine de jours plus tard durant la trêve internationale.

## Statistiques

### Statistiques de joueur
| Saison                | Club                  | Championnat           | Championnat | Championnat | Coupe(s) nationale(s) | Coupe(s) nationale(s) | Compétition(s) continentale(s) | Compétition(s) continentale(s) | Compétition(s) continentale(s) | Biélorussie | Biélorussie | Total | Total |
| Saison                | Club                  | Division              | M.          | B.          | M.                    | B.                    | Comp.                          | M.                             | B.                             | M.          | B.          | M.    | B.    |
| 1991                  | Gomselmach Gomel      | D4                    | 20          | 2           | -                     | -                     | -                              | -                              | -                              | -           | -           | 20    | 2     |
| Sous-total            | Sous-total            | Sous-total            | 20          | 2           | -                     | -                     | -                              | -                              | -                              | -           | -           | 20    | 2     |
| 1992                  | Fandok Babrouïsk      | D1                    | 12          | 1           | -                     | -                     | -                              | -                              | -                              | -           | -           | 12    | 1     |
| 1992-1993             | Fandok Babrouïsk      | D1                    | 32          | 3           | -                     | -                     | -                              | -                              | -                              | -           | -           | 32    | 3     |
| 1993-1994             | Fandok Babrouïsk      | D1                    | 8           | 0           | -                     | -                     | -                              | -                              | -                              | -           | -           | 8     | 0     |
| Sous-total            | Sous-total            | Sous-total            | 52          | 4           | -                     | -                     | -                              | -                              | -                              | -           | -           | 52    | 4     |
| 1993-1994             | MPKC Mazyr            | D2                    | 13          | 3           | -                     | -                     | -                              | -                              | -                              | -           | -           | 13    | 3     |
| 1994-1995             | MPKC Mazyr            | D2                    | 28          | 9           | -                     | -                     | -                              | -                              | -                              | -           | -           | 28    | 9     |
| 1995                  | MPKC Mazyr            | D1                    | 15          | 5           | -                     | -                     | -                              | -                              | -                              | -           | -           | 15    | 5     |
| 1996                  | MPKC Mazyr            | D1                    | 30          | 13          | -                     | -                     | C2                             | 2                              | 0                              | 9           | 2           | 41    | 15    |
| Sous-total            | Sous-total            | Sous-total            | 86          | 30          | -                     | -                     | -                              | 2                              | 0                              | 9           | 2           | 97    | 32    |
| 1997                  | Dynamo Moscou         | D1                    | 26          | 3           | 5                     | 2                     | CI                             | 5                              | 1                              | 4           | 0           | 40    | 6     |
| 1998                  | Dynamo Moscou         | D1                    | 20          | 1           | 2                     | 0                     | C3                             | 2                              | 0                              | 2           | 0           | 26    | 1     |
| 1999                  | Dynamo Moscou         | D1                    | 16          | 0           | 3                     | 0                     | -                              | -                              | -                              | 7           | 0           | 26    | 0     |
| Sous-total            | Sous-total            | Sous-total            | 62          | 4           | 10                    | 2                     | -                              | 7                              | 1                              | 13          | 0           | 92    | 7     |
| 2000                  | Chinnik Iaroslavl     | D2                    | 34          | 4           | 1                     | 0                     | -                              | -                              | -                              | -           | -           | 35    | 4     |
| 2001                  | Chinnik Iaroslavl     | D2                    | 28          | 7           | 3                     | 0                     | -                              | -                              | -                              | 3           | 0           | 34    | 7     |
| 2002                  | Chinnik Iaroslavl     | D1                    | 27          | 1           | -                     | -                     | -                              | -                              | -                              | 7           | 1           | 34    | 2     |
| 2003                  | Chinnik Iaroslavl     | D1                    | 29          | 3           | 2                     | 0                     | -                              | -                              | -                              | 7           | 0           | 38    | 3     |
| 2004                  | Chinnik Iaroslavl     | D1                    | 25          | 2           | 4                     | 0                     | -                              | -                              | -                              | 8           | 1           | 37    | 3     |
| 2005                  | Chinnik Iaroslavl     | D1                    | 6           | 1           | 2                     | 0                     | -                              | -                              | -                              | 2           | 1           | 10    | 2     |
| Sous-total            | Sous-total            | Sous-total            | 149         | 18          | 12                    | 0                     | -                              | -                              | -                              | 27          | 3           | 188   | 21    |
| 2005                  | Tom Tomsk             | D1                    | 10          | 0           | -                     | -                     | -                              | -                              | -                              | 7           | 0           | 17    | 0     |
| 2006                  | Tom Tomsk             | D1                    | 28          | 3           | -                     | -                     | -                              | -                              | -                              | 4           | 0           | 32    | 3     |
| 2007                  | Tom Tomsk             | D1                    | 22          | 1           | 3                     | 0                     | -                              | -                              | -                              | 5           | 0           | 30    | 1     |
| Sous-total            | Sous-total            | Sous-total            | 60          | 4           | 3                     | 0                     | -                              | -                              | -                              | 16          | 0           | 79    | 4     |
| 2008                  | FK Rostov             | D2                    | 31          | 0           | -                     | -                     | -                              | -                              | -                              | 9           | 0           | 40    | 0     |
| 2009                  | FK Rostov             | D1                    | 28          | 0           | 1                     | 0                     | -                              | -                              | -                              | 8           | 0           | 37    | 0     |
| 2010                  | FK Rostov             | D1                    | 25          | 1           | 2                     | 0                     | -                              | -                              | -                              | 6           | 0           | 33    | 1     |
| Sous-total            | Sous-total            | Sous-total            | 84          | 1           | 3                     | 0                     | -                              | -                              | -                              | 23          | 0           | 110   | 1     |
| 2011-2012             | FK Krasnodar          | D1                    | 29          | 1           | 2                     | 0                     | -                              | -                              | -                              | 12          | 0           | 43    | 1     |
| 2012-2013             | Sibir Novossibirsk    | D2                    | 15          | 2           | 1                     | 0                     | -                              | -                              | -                              | 2           | 0           | 18    | 2     |
| 2013                  | Irtych Pavlodar       | D1                    | 13          | 0           | -                     | -                     | -                              | -                              | -                              | -           | -           | 13    | 0     |
| Sous-total            | Sous-total            | Sous-total            | 57          | 3           | 3                     | 0                     | -                              | -                              | -                              | 14          | 0           | 74    | 3     |
| Total sur la carrière | Total sur la carrière | Total sur la carrière | 570         | 66          | 31                    | 2                     | -                              | 9                              | 1                              | 102         | 5           | 712   | 74    |

### Buts en sélection
| Buts en sélection de Aliaksandr Kulchy | Buts en sélection de Aliaksandr Kulchy | Buts en sélection de Aliaksandr Kulchy       | Buts en sélection de Aliaksandr Kulchy | Buts en sélection de Aliaksandr Kulchy | Buts en sélection de Aliaksandr Kulchy | Buts en sélection de Aliaksandr Kulchy |
|                                        | Date                                   | Lieu                                         | Adversaire                             | Résultat                               | Compétition                            |                                        |
| -------------------------------------- | -------------------------------------- | -------------------------------------------- | -------------------------------------- | -------------------------------------- | -------------------------------------- | -------------------------------------- |
| 1.                                     | 27 mai 1996                            | Stade Metalurg, Maladetchna (Biélorussie)    | Azerbaïdjan                            | 2-2                                    | Match amical                           |                                        |
| 2.                                     | 31 juillet 1996                        | Stade Dinamo, Minsk (Biélorussie)            | Lituanie                               | 2-2                                    | Match amical                           |                                        |
| 3.                                     | 21 août 2002                           | Skonto Stadions, Riga (Lettonie)             | Lettonie                               | 4-2                                    | Match amical                           |                                        |
| 4.                                     | 22 novembre 2004                       | Stade Al-Rashid, Dubaï (Émirats arabes unis) | Émirats arabes unis                    | 3-2                                    | Match amical                           |                                        |
| 5.                                     | 30 mars 2005                           | Arena Petrol, Celje (Slovénie)               | Slovénie                               | 1-1                                    | Éliminatoires coupe du monde 2006      |                                        |

NB : Les scores sont affichés sans tenir compte du sens conventionnel en cas de match à l'extérieur (Biélorussie-Adversaire)

## Palmarès

### En club
MPKZ Mozyr
- Champion de Biélorussie en 1996.
- Vainqueur de la Coupe de Biélorussie en 1996.

 Chinnik Iaroslavl
- Champion de Russie de deuxième division en 2001.

 FK Rostov
- Champion de Russie de deuxième division en 2008.

### Distinctions personnelles
- Footballeur biélorusse de l'année 2009.